# María del Carmen Félix
María del Carmen Félix   (31 d'octubre de 1982) és una actriu mexicana, més coneguda pel seu paper de Leticia Cabral a la sèrie de Telemundo La Doña (2016-2017).
Els seus primers papers destacats van ser en la versió mexicana de Drunk History de la sèrie estatunidenca amb el mateix nom, on va interpretar a la seva bestia María Félix. Entre els altres papers destacats en televisió destaquen Su nombre era Dolores, la Jenn que yo conocí, sèries biogràfiques sobre la cantant mexicana Jenni Rivera, i Enemigo íntimo.

## Filmografia

### Pel·lícules
| Any  | Títol              | Paper                      | Notes |
| ---- | ------------------ | -------------------------- | ----- |
| 2018 | Sacúdete las penas | Esposa de Martin del Campo |       |

### Sèries de televisió
| Any          | Títol                                            | Paper                          | Notes                                                                                  |
| ------------ | ------------------------------------------------ | ------------------------------ | -------------------------------------------------------------------------------------- |
| 2006         | Marina                                           | Elizabeth                      | Paper recurrent                                                                        |
| 2016         | Drunk History                                    | María Félix                    | Episodis: «El eclipse de Colón», «Agustín Lara y María Félix» i «La espada de Bolívar» |
| 2016-2017    | La Doña                                          | Leticia Cabral                 | Paper recurrent (temporada 1); 90 episodis                                             |
| 2017         | Su nombre era Dolores, la Jenn que yo conocí     | Yahaira                        | Episodi: «Sufriendo a solas»                                                           |
| 2018-present | Enemigo íntimo                                   | Ana Mercedes Calicio «La Puma» | Paper recurrent (temporada 1); 41 episodis                                             |
| 2019         | The Unknown Hitman: The Story of El Cholo Adrián | La Coty                        | Paper principal (temporada 2); 8 episodis                                              |
| 2020         | ZeroZeroZero                                     | Esposa de Jacinto              | Episodis: «En el mismo camino» i «Same Blood»                                          |